# Brachyphylla
Brachyphylla — рід родини листконосові (Phyllostomidae), ссавець ряду лиликоподібні (Vespertilioniformes, seu Chiroptera).

## Види
- Brachyphylla cavernarum (Gray, 1834)
- Brachyphylla nana (Miller, 1902)

## Фізичні характеристики
Голова й тіло довжиною 65—118 мм, хвіст рудиментарний, передпліччя довжиною 51—69 мм, вага 45—67 гр. Забарвлення верхніх частин тіла бивнево-жовте волосся має сепієві кінчики окрім шиї, плечей і боків, які є блідішими. Низ тіла зазвичай коричневий. 

## Поведінка
В основному жителі печер, але іноді лаштують сідала на деревах. Сідала можуть бути як в темних так і в освітлених місцях. Поживою є квіти, нектар, пилок, фрукти, комахи. Живе великими колоніями до кількох тисяч особин.